# Shoreham-by-Sea
Pour les articles homonymes, voir Shoreham.
Shoreham-by-Sea est un port du Sussex de l'Ouest, en Angleterre. Situé au milieu de l'agglomération urbaine s'étendant le long de la côte entre Brighton et Worthing, il compte 17 537 habitants (2001).

## Histoire
La localité d’Old Shoreham, sur l'Adur remonte à l'époque pré-romaine. Le port de New Shoreham est créé par les Normands au XIe siècle.
C'est à Shoreham que Charles II s'embarque pour la France après sa défaite à la bataille de Worcester.
L'arrivée du chemin de fer en 1840 transforme la ville en port industriel, avec l'installation de chantiers navals.

## Personnalités liées à Shoreham-by-Sea

### Naissances
- Alain Tranchemer (décédé vers 1205), armateur et homme de guerre au service du roi d'Angleterre.
- Richard Blundell (né en 1952), économiste,
- Raymond Oliver Faulkner (1894-1982), égyptologue,
- Sir Harry Ricardo (1885-1974), ingénieur et fondateur de l'entreprise Ricardo,
- Leo Sayer (né en 1948), chanteur,
- Darren Tulett (né en 1965), journaliste sportif,
- Marcus Tudgay (né en 1983), footballeur,
- Gemma Spofforth (née en 1987), nageuse.
- Marcus Butler (né en 1991), modèle et youtubeur britannique

### Décès
- Phyllis Pearsall (1906-1996), peintre, aquarelliste, dessinatrice et cartographe britannique.